# 奥野国英
奥野 国英（おくの くにひで、1963年11月10日 - ）はフリーアナウンサーである。Pitch FMの高校野球中継、FM HaroのJリーグ実況 などを担当。

## 来歴
東京都23区内生まれ。目黒区立東山中学校、東京都立新宿高等学校、学習院大学法学部卒。
1986年に静岡第一テレビ入社　アナウンス職　ディレクター職　営業職経験後に退職して、1993年に東京の制作会社 オフィスてらに移籍する。テレビ東京のスポーツ番組や日本テレビの箱根駅伝のディレクターを務める。
1995年にフリーアナウンサーになりMXテレビ（現 東京MXテレビ）で東西東京大会の高校野球中継などを担当した。
東山中学時代は野球部で（タレントの松尾伴内が同期）、新宿高校時代の放送研究部、大学時代の学生放送局（いずれも放送関係者多数輩出）、とサッカーのプレー経験はないが、静岡第一テレビでは読売クラブ時代の元サッカー日本代表武田修宏が同期入社だったり、全国高校サッカー選手権で静岡県勢が10年連続ベスト4以上を記録していた時期の在籍だったので、退社後オフィスて・らのディレクター時代、フリーアナウンサーになってからの活動では、サッカー中継やサッカーに関わる番組が多い。
1996年には鹿島アントラーズの場内実況（やはり場内DJを担当した元フォー・セインツのダニー石尾と同じ職場）、1999年からFC東京戦の地上波中継（東京MXテレビ）、2000年から浦和レッズ戦中継（浦和ケーブルテレビ）、2014年からジュビロ磐田戦中継（FM　HARO）、そして現在ではヴァンフォーレ甲府戦中継（FM甲府）など長きに渡り、Jリーグの中継に関わる。
また、飯能日高テレビ『飯能日高スポーツスポーツ』では番組司会者として、なでしこリーグのエルフェン埼玉の取材に携わる。